# Strada Pătrașcu Vodă
Strada Pătrașcu Vodă este situată în centrul istoric al municipiului București, în sectorul 3.  

## Descriere
Strada este orientată de la vest spre est și se desfășoară pe o lungime de 160 de metri între bulevardul Ion C. Brătianu și strada Cavafii Vechi.

## Legături externe
- Strada Pătrașcu Vodă pe hartă, www.openstreetmap.org
- Strada Pătrașcu Vodă pe Flickr.com
- Strada Pătrașcu Vodă pe Google maps - street view